# Károly Pataki
Karoly Pataki (* 30. Oktober 1965 in Budapest) ist ein österreichisch-ungarischer Manager und Unternehmer.

## Leben
Pataki wurde in Budapest als Sohn eines Diplomaten geboren und wuchs in Italien, Ungarn und Deutschland auf. Nach dem Schulabschluss in Budapest studierte er von 1985 bis 1990 Wirtschaftswissenschaften an der Hochschule für Ökonomie in Berlin. Anschließend war er als Visiting Professor am Centro de Investigación y Docencia Económicas (CIDE) in Mexiko tätig, wo er mit einem Forschungsstipendium zu Direkten ausländischen Investitionen in Schwellenländern arbeitete.
Zwischen 2000 und 2002 absolvierte er ein MBA-Studium an der Technischen Universität Budapest und der University of New York.
Pataki begann seine berufliche Laufbahn 1991 bei der WVM Leasing und Finanz AG in Budapest, wo er 1993 zum Geschäftsführer ernannt wurde.
1993 wechselte er zur Robert-Bosch-Gruppe und übernahm die kaufmännische Geschäftsführung der ungarischen Landesgesellschaft. 1995 trat er als CFO in die Dunapack Papier und Verpackungs AG ein, um die Expansion des Unternehmens in Osteuropa zu begleiten. Neben seiner Tätigkeit in der Holding übernahm er Geschäftsführungs- und Gesellschaftervertretungsaufgaben in verschiedenen Tochtergesellschaften in Bulgarien, Ungarn, Polen und Österreich.
Nach einer Tätigkeit als Chief Financial Officer (CFO) in der Konzernzentrale der Prinzhorn Gruppe in Österreich war er CEO dem europaweit führenden Personaldienstleiter Unternehmen, Trenkwalder Gruppe.
2016 gründete Pataki die Gravitas Business Networking Strategy and Consulting GmbH, ein Unternehmen mit Fokus auf strategische Positionierung und Reputationsmanagement für Führungskräfte.

## Weitere Funktionen
- Mitglied im Chatham House
- Mitglied im Senat der Wirtschaft[5]
- Mitglied des Vorstandes der Gesellschaft Österreich-Ungarn[6]
- Integrationsbotschafter beim Österreichischen Integrationsfonds der Republik Österreich

## Auszeichnungen
- Großes Silbernes Ehrenzeichen für Verdienste um die Republik Österreich, verliehen durch Bundespräsident Alexander Van der Bellen (2017)[7]